# 须须许理
须须许理（日语： susukori）或须须保理（日语： susuhori），朝鲜三国时代将先进酿酒技术传入日本的百济人。后世日本人将他尊为酒神。日本京都府缀喜郡以及都筑郡建有须须许理酒神的神社。:8
《古事记》中卷《应神天皇朝》记载，百济人须须许理到日本酿酒，应神天皇喝了他献上的酒非常高兴，唱了首歌：:8
|  | 须须许理贺，迦美斯美岐迩，和礼惠比迩祁理。许登那具志，惠具志尔，和礼惠比迩祁理。 須須許理が 釀みし御酒に，我醉ひにけり。事無酒，笑酒に，我醉ひにけり。 須須許理矣，仁番所釀大御酒，我飲酩醴為酣醉。無事安平酒，歡愉莞爾酒，杜康令我甚酩酊。 |